# Stazione meteorologica di Cefalù
La stazione meteorologica di Cefalù è la stazione meteorologica di riferimento relativa alla località di Cefalù.

## Coordinate geografiche
La stazione meteo si trova nell'Italia insulare, in Sicilia, in provincia di Palermo, nel comune di Cefalù, a 30 metri s.l.m. e alle coordinate geografiche 38°02′N 14°01′E.

## Dati climatologici
In base alla media trentennale di riferimento 1961-1990, la temperatura media del mese più freddo, gennaio, si attesta a +12,0 °C; quella del mese più caldo, agosto, è di +26,8 °C .
| Cefalù             | Mesi | Mesi | Mesi | Mesi | Mesi | Mesi | Mesi | Mesi | Mesi | Mesi | Mesi | Mesi | Stagioni | Stagioni | Stagioni | Stagioni | Anno |
| Cefalù             | Gen  | Feb  | Mar  | Apr  | Mag  | Giu  | Lug  | Ago  | Set  | Ott  | Nov  | Dic  | Inv      | Pri      | Est      | Aut      | Anno |
| ------------------ | ---- | ---- | ---- | ---- | ---- | ---- | ---- | ---- | ---- | ---- | ---- | ---- | -------- | -------- | -------- | -------- | ---- |
| T. max. media (°C) | 14,7 | 15,3 | 16,7 | 19,1 | 23,0 | 26,8 | 29,7 | 30,4 | 27,7 | 23,8 | 19,8 | 16,4 | 15,5     | 19,6     | 29,0     | 23,8     | 22,0 |
| T. min. media (°C) | 9,4  | 9,4  | 10,5 | 12,6 | 16,0 | 19,8 | 22,7 | 23,2 | 21,1 | 17,7 | 14,2 | 11,2 | 10,0     | 13,0     | 21,9     | 17,7     | 15,7 |

## Temperature estreme mensili dal 1929 ad oggi
Nella tabella sottostante sono riportate le temperature massime e minime assolute mensili, stagionali ed annuali dal 1929 ad oggi, con il relativo anno in cui queste si sono registrate. La massima assoluta del periodo esaminato di +44,6 °C risale all'agosto 1999, mentre la minima assoluta di 0,0 °C è del gennaio 1962 e del dicembre 2014.

| Cefalù (1929-2023)    | Mesi        | Mesi        | Mesi        | Mesi        | Mesi        | Mesi        | Mesi        | Mesi        | Mesi        | Mesi        | Mesi        | Mesi        | Stagioni | Stagioni | Stagioni | Stagioni | Anno |
| Cefalù (1929-2023)    | Gen         | Feb         | Mar         | Apr         | Mag         | Giu         | Lug         | Ago         | Set         | Ott         | Nov         | Dic         | Inv      | Pri      | Est      | Aut      | Anno |
| --------------------- | ----------- | ----------- | ----------- | ----------- | ----------- | ----------- | ----------- | ----------- | ----------- | ----------- | ----------- | ----------- | -------- | -------- | -------- | -------- | ---- |
| T. max. assoluta (°C) | 27,5 (1962) | 29,5 (1979) | 35,0 (1952) | 34,0 (1932) | 41,7 (1988) | 43,5 (1982) | 43,5 (1965) | 44,6 (1999) | 43,3 (1988) | 39,0 (1988) | 31,5 (1951) | 30,9 (1989) | 30,9     | 41,7     | 44,6     | 43,3     | 44,6 |
| T. min. assoluta (°C) | 0,0 (1962)  | 0,8 (1993)  | 2,2 (1939)  | 6,0 (1956)  | 9,0 (2016)  | 13,4 (1962) | 16,5 (1964) | 15,4 (1970) | 13,8 (1931) | 9,0 (2007)  | 5,8 (1955)  | 0,0 (2014)  | 0,0      | 2,2      | 13,4     | 5,8      | 0,0  |